# Bâtiment du Parlement du Pakistan
Le bâtiment du Parlement du Pakistan — aussi appelé en anglais : Parliament House — situé dans la zone rouge (en) d'Islamabad est le siège du Parlement du Pakistan, l'organe législatif suprême du pays. Il abrite l'Assemblée nationale et le Sénat, qui constituent respectivement les chambres basse et haute du parlement bicaméral pakistanais.

## Histoire
Il es inauguré le 28 mai 1986 par le président de la République Muhammad Zia-ul-Haq et devient le siège de la législature fédérale du Pakistan. Le bâtiment est conçu par l'architecte américain Edward Durell Stone. En 2018, le musée du Sénat est inauguré au sein du bâtiment du Parlement.